# Raúl Martín
Raúl Martín (ur. 9 października 1957 w Buenos Aires) – argentyński duchowny katolicki, biskup diecezjalny Santa Rosy w latach 2013–2025, arcybiskup metropolita Parany od 2025. 

## Życiorys
Święcenia kapłańskie przyjął 17 listopada 1990 z rąk kardynała Antonio Quarracino. Inkardynowany do archidiecezji Buenos Aires, pracował przede wszystkim jako duszpasterz parafialny, był także m.in. duszpasterzem dzieci oraz asystentem kościelnym seminarium dla katechetów w Buenos Aires.
1 marca 2006 papież Benedykt XVI mianował go biskupem pomocniczym archidiecezji Buenos Aires oraz biskupem tytularnym Troyna. Sakry biskupiej udzielił mu 20 maja 2006 kardynał Jorge Bergoglio.
24 września 2013 papież Franciszek mianował go ordynariuszem diecezji Santa Rosa. Ingres odbył 30 listopada 2013.
28 maja 2025 papież Leon XIV przeniósł go urząd arcybiskupa metropolity archidiecezji Parany. Paliusz otrzymał z rąk papieża Leona XIV 29 czerwca 2025. Uroczyste objęcie diecezji nastąpiło 26 lipca 2025.